# Тбілісі – Кутаїсі (газопровід)
Тбілісі – Кутаїсі – трубопровід напрямку схід – захід, прокладений для постачання природного газу до центральних та приморських районів Грузії.
В 1970-х роках розпочали програму газифікації центральних та західних регіонів Грузії. На той час в район грузинської столиці вже подавався ресурс із Азербайджану (газопровід Карадаг – Тбілісі) та Північної Осетії (Владикавказ – Тбілісі). Для його подальшого транспортування у 1975-му проклали трубопровід від компресорної станції Сагурамо до Кутаїсі. У 1986 році система, виконана в діаметрах 700 та 500 мм, досягла Сухумі, в результаті чого її загальна довжина сягнула 455 км. Проте вже за кілька років внаслідок грузино-абхазького конфлікту перекачування газу до столиці Абхазії припинилось. 
Трубопровід прокладений в умовах гірської місцевості з частими зсувами та повенями, через що неодноразово отримував пошкодження. В середині 2010-х років розпочали роботи по його реабілітації, які полягають у поступовому спорудженні нових ділянок діаметром 700 мм. Так, у 2013-2014 прокладено 74 км від Зестафоні через Кутаїсі до Сенакі. В 2014-му перекладено 30 км на сході маршруту між Горі та Карелі. А у 2017-му розраховують провести заміну ділянки 13 км Карелі – Хашурі.
Крім того, в 2011-му проклали ділянку довжиною 55 км у тому ж діаметрі 700 мм від Сенакі до Поті, вперше подавши природний газ до цього приморського міста.